# Kirche Hl. Großmärtyrer Georg (Jarak)

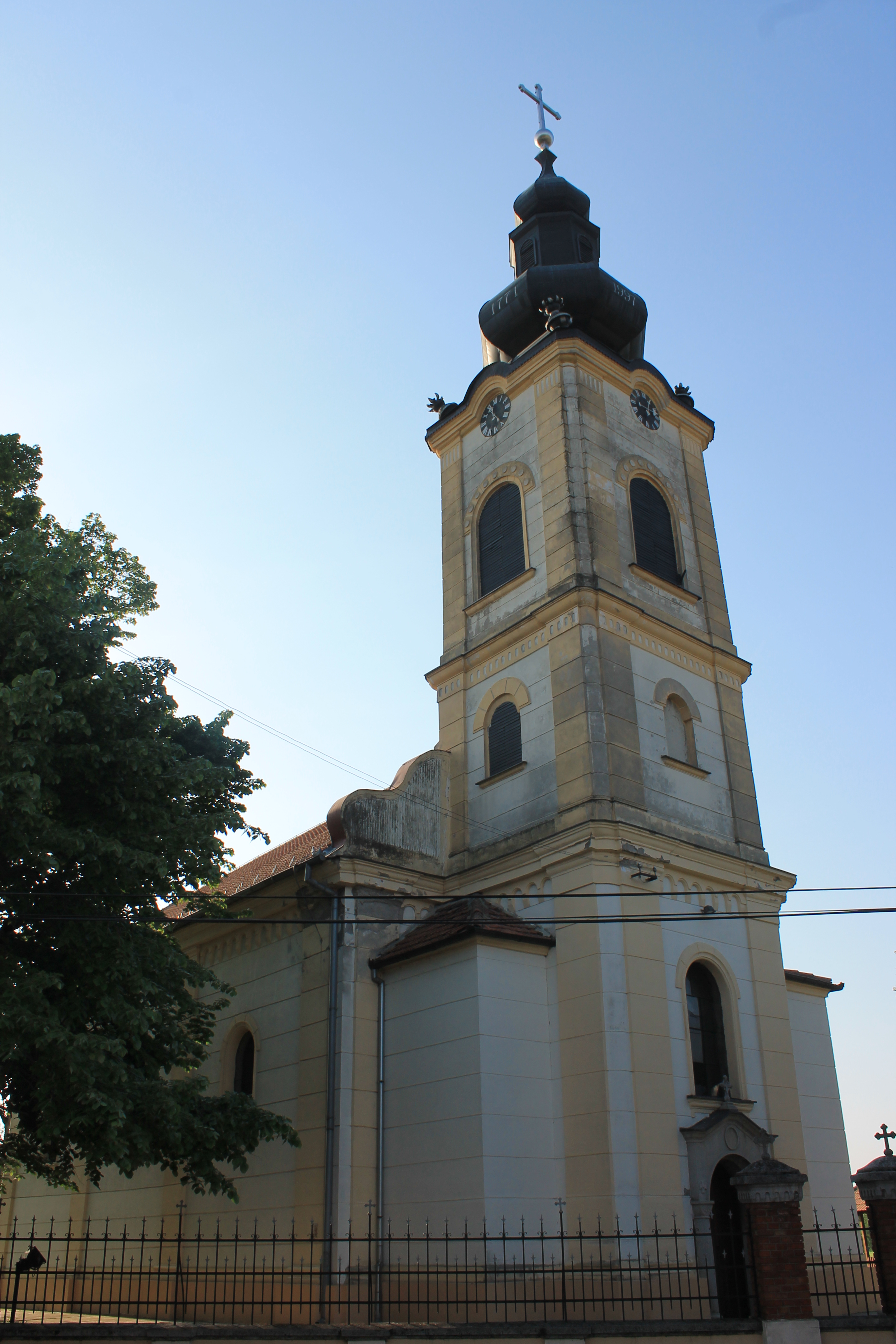
Die Kirche Hl. Großmärtyrer Georg in Jarak

Die Kirche Hl. Großmärtyrer Georg (serbisch: Црква Светог великомученика Георгија, Crkva Svetog velikomučenika Georgija) im Dorf Jarak, in der Opština Sremska Mitrovica, ist eine serbisch-orthodoxe Kirche in der nordserbischen autonomen Provinz Vojvodina.  
Das von 1771 bis 1774 oder 1779 erbaute Kirchengebäude ist dem Hl. Großmärtyrer Georg geweiht. Und ist die Pfarrkirche der Pfarrei Jarak im Dekanat Sremska Mitrovica der Eparchie Srem der Serbisch-Orthodoxen Kirche.
Als unbewegliches Kulturgut besitzt die Kirche den Status eines Kulturdenkmals von großer Bedeutung und steht unter staatlichem Schutz.

## Lage
Das Kirchengebäude steht in der Straße Savska Ulica im südwestlichen Dorfzentrum von Jarak. Die genaue Adresse der Kirche lautet Savska ulica Nr. 23.
Die Kirche steht nicht weit vom Flussufer der Save entfernt, an deren rechten Ufer das Dorf Jarak sich befindet. Im Dorf befindet sich zudem ein Serbisch-orthodoxe Dorffriedhof. Im umzäunten Kirchhof stehen neben der Kirche und Bäumen auch das Pfarrhaus mitsamt Nebengebäuden.
Jarak gehört zur Opština Sremska Mitrovica, die einen Teil der historischen Region Srem darstellt. Der Srem ist neben der Bačka und dem Banat, eine der drei historischen Großregionen der Vojvodina.

## Geschichte

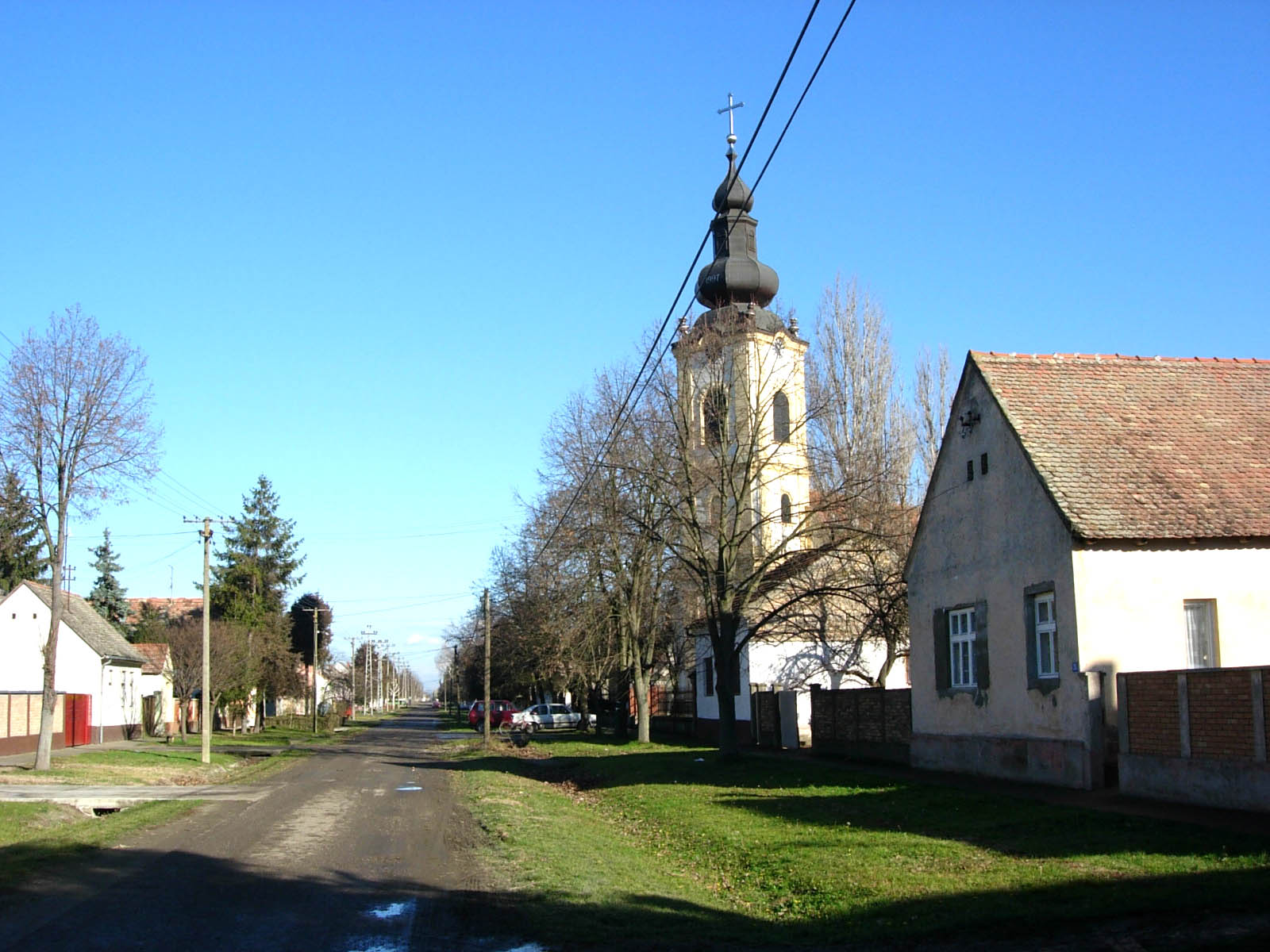
Die Kirche mit Umgebung

Vor der heutigen Kirche stand an gleicher Stelle eine ältere orthodoxe Kirche. Erbaut wurde die Kirche Hl. Großmärtyrer Georg von 1771 bis 1774. Im Pfarrarchiv hingegen ist das Jahr 1779 als Baujahr der Kirche erwähnt. 
Da die Kirche im September 1914 zur Zeit des Ersten Weltkriegs, sowie das ganze Dorf Jarak, von der österreichisch-ungarischen Armee in Brand gesteckt wurden, sind die Fresken und Wandmalereien nur in Fragmenten erhalten geblieben.
Die Kirche wurde im sozialistischen Jugoslawien am 12. Juni 1969 zum Kulturdenkmal erklärt. Am 30. Dezember 1991 erfolgte die Kategorisierung der Kirche und das Kirchengebäude wurde zu einem Kulturdenkmal von großer Bedeutung erklärt.
Die Konservierungs- und Restaurierungsarbeiten dauern mit Unterbrechungen seit 1997 an. Bei der Restaurierung des Kirchturmes und des Daches 1997, wurde diese Jahreszahl auf die Westseite der Kirchturmhaube verewigt. 
Im Mai 2022 wurde im Kircheninneren begonnen, durch Feuchtigkeit, entstandene Schäden zu beseitigen. Dabei wurde das alte Chorgestühl, was nicht mehr restaurierbar war, durch ein neues Chorgestühl ersetzt. Auch aus den Kirchenwänden wurde, ein Jahr zuvor, die Feuchtigkeit entzogen. 
Ebenfalls der Fußboden der Kirche wurde zuerst um 40 cm ausgegraben, neu aufgeschüttet, eine Betonabdichtung gegossen und eine Hydroisolation und eine Fußbodenheizung installiert und ein neuer Steinfußboden verlegt. 2023 wurden kleinere Restaurierungsarbeiten an der Ikonostase durchgeführt. 
Derzeitiger Priester der Kirche ist Dragan Zorica.

## Architektur

### Kirchenäußeres
Das einschiffige Kirchengebäude, ist in seiner Grundkonzeption in einem rechteckigen Grundriss, aus festem Material erbaut worden, mit einer erweiternden halbrunden Altar-Apsis im Osten und einem Narthex mitsamt einem hohen, nachträglich angebauten barocken Kirchturm, den eine mehrgeschossige Zwiebelturmkappe krönt, im Westen. Zudem wurde im oberen Teil des Kirchturmes, in jede Himmelsrichtung, jeweils eine Uhr mit Mechanismus angebracht. 
Die Fassaden weisen eine schlichte, aber sehr schöne und harmonische Dekoration auf. Die Kirchenfassaden werden horizontal durch einen hohen Sockel und ein profiliertes Attikagesims mit Arkaden, vertikal durch flache Pilaster gegliedert. Auch kleinere Kreuzelemente gehören zu den dekorativen Verschönerungen der Kirchfassadengestaltung. Das Satteldach am westlichen Haupteingang stützt sich auf zwei massive Säulen, deren Kapitelle mit flach geschnitzten Ornamenten geschmückt sind. Der Chorbalkon im westlichen Teil des Kirchenschiffes ruht auf zwei großen Säulen. 

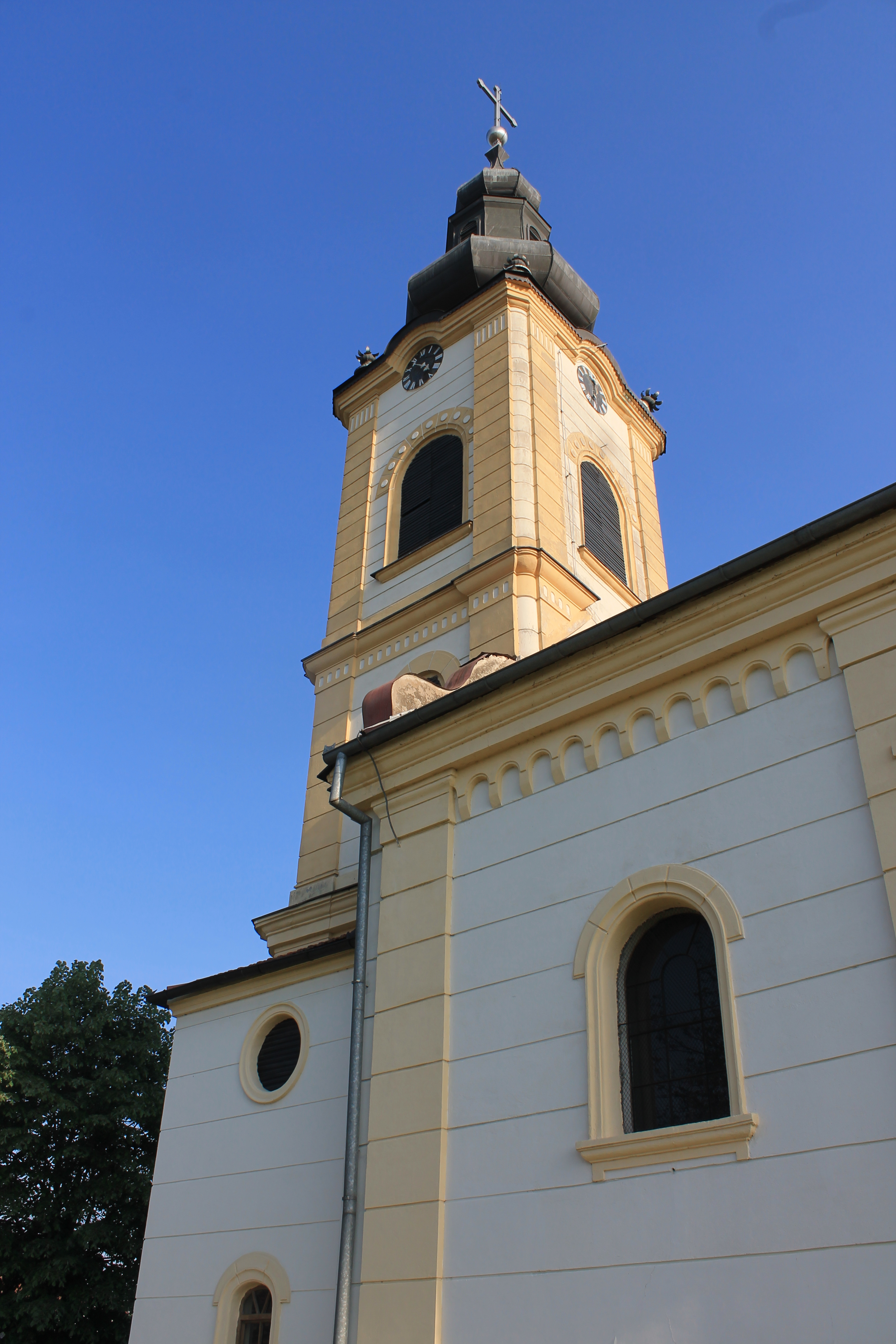
Blick auf den Kirchturm von Südosten

Der Haupteingang der Kirche befindet sich an der Westfassade; auch gibt es einen Nebeneingang an der Südseite der Kirche. Die Kirche besitzt zwei Kirchenkreuze, eines auf der Spitze des Kirchturmes und das andere am Ostende des Naos.

### Kircheninneres
Die Wandmalereien und Fresken sind derzeit in einem schlechten Zustand.

#### Ikonostase und Ikonen
In der Kirche steht eine prächtig hochwertvolle, von außergewöhnlichem künstlerischem Werte, reich geschnitzte mehrtürige und mehrgeschossige barocke Ikonostase aus dem Jahre 1797. Sie ist ein Meisterwerk des berühmten Ikonostasenbaumeisters Aksentije Marković und zeigt in hervorragender Weise die künstlerische Darbietung der Barockepoche als vorherrschendes architektonisches Stilmittel in der damaligen nordserbischen Kunst.
Die Thronikonen sind durch kannelierte (geriffelte) Säulen mit korinthischen Kapitellen getrennt und die Säulen und Ikonen sind von Schnitzereien aus Rosenblüten und -blättern umgeben.
1797 wurde die Ikonostase mit wertvollen Ikonen beschmückt. Die Maler der Ikonen waren die zwei berühmten Ikonenmaler Jakov Orfelin und Stefan Gavrilović. In dieser gemeinsamen Arbeit zweier großer Künstler, wurde die harmonische Zusammenarbeit von Malern mit unterschiedlichen stilistischen Einstellungen, eindrucksvoll dargestellt.
Klar zu erkennen ist die Handschrift von Jakov Orfelin, einem im Stil des Rokoko-Barock hoch akademisch gebildeten Malers. Und auch die Handschrift von Gavrilović, einem Maler des barock-rokokoischen Malstils, der auch Klassizistische Elemente in seine Arbeiten aufnahm, ist eindrucksvoll wahrnehmbar.
Daher bietet die Ikonostase der Kirche Hl. Georg in Jarak eine gute Möglichkeit, diese äußerst wichtige Übergangszeit in der serbischen Malerei des 18. Jahrhunderts zu studieren.